# La Renga Discos
La Renga Discos es la productora principal de los álbumes de la banda mayormente del género hard rock La Renga.
Fue creada por la misma banda en el año 2002 para realizar la producción sus álbumes de manera independiente, aunque generalmente se asocia con discográficas más grandes para realizar la distribución. 

## Álbumes editados

### Álbumes de estudio
- Detonador de sueños

Distribución por Soy Rock
- Truenotierra

Distribución por Sony BMG
- Algún rayo

Distribución por Soy Rock
- Pesados vestigios

Distribución por Soy Rock
- Alejado de la red

Distribución por Soy Rock

### DVD
- En el ojo del huracán

Distribución por Sony BMG

### EP
- Documento único
- Gira Truenotierra